# Lago de la Juventud
Der Lago de la Juventud („See der Jugend“) ist ein 8 ha großer See in Uruguay, der bei Balneario Iporá im Departamento Tacuarembó liegt. Seinen Namen erhielt er, als dort 1989 das erste nationale Jamboree der uruguayischen Pfadfinder stattfand.
Der See befindet sich sieben Kilometer nördlich der Stadt Tacuarembó  und gilt vor allem wegen seiner schönen Lage als beliebtes Ausflugsziel.